# Xavier Debray
Pour les articles homonymes, voir Debray.
Xavier Blanchard Debray, né le 25 janvier 1816 à Épinal  et mort le 9 janvier 1895 à Austin, est un soldat et diplomate américain d’origine française qui a levé, pendant la guerre de Sécession, un régiment de cavalerie confédéré au Texas et été nommé général de brigade avant la fin de la guerre.

## Biographie

### Avant la guerre
Après avoir fait l’École spéciale militaire de Saint-Cyr (cependant l'établissement n'a pas trace de sa présence dans ses archives), Debray a travaillé dans le corps diplomatique avant d’immigrer, à la suite d’un désaccord avec le gouvernement français, aux États-Unis, en 1848. Installé au Texas quatre ans plus tard, il a été naturalisé en 1855. Dans les années précédant la guerre, il a publié un journal en espagnol à San Antonio, ouvert une académie prospère et fourni des traductions au Land Office,. 

### Guerre de Sécession
Lorsque la guerre de Sécession a éclaté, Debray est devenu aide-de-camp du gouverneur du Texas Edward Clark comme major au 2e d’Infanterie du Texas. Ayant levé une unité de cavalerie dans le comté de Bexar, il fut élu commandant du Bataillon de cavalerie du Texas de Debray, et nommé colonel le 5 décembre 1861. Il a dirigé l’unité qui est devenue le 26e de Cavalerie du Texas à la bataille de la baie de Galveston en 1862 et plus tard au cours de la campagne de la rivière Rouge, notamment aux batailles de Mansfield et de Pleasant Hill. Devenu commandant de sa brigade de cavalerie, il fut ensuite nommé général de brigade par Kirby Smith pour son service dans cette campagne, promotion qui, avec la fin de la guerre, n’a jamais été confirmée par le président Davis. 

### Après la guerre
Après la dissolution des États confédérés d'Amérique, Debray a vécu à Houston et Galveston, avant de retourner s’installer dans la capitale de l’État de Texas et de reprendre ses traductions de documents en espagnol, français et anglais pour le Land Office du Texas. À sa mort, il fut enterré dans le cimetière de l’État.